# 和田歷史
和田歷史是和田地區的歷史。

## 史前社會
吐火羅人在2000多年前就生活在這個地區。在該地區發現了幾具塔里木木乃伊。在和田市以東的桑普爾，有一系列廣泛的墓地，分佈在大約1公里寬和23公里長的區域內。發掘的地點從公元前300年到公元100年不等。出土的墳墓出土了許多毛氈、羊毛、絲綢和棉織物，甚至還有一小塊掛毯，即桑普爾掛毯，展示了高加索人的面貌由24種顏色的線製成的人。掛毯已被切割並製成其中一名死者穿的褲子。一項對56個人的人類學研究顯示，主要是高加索人種。對在塔里木盆地發現的木乃伊進行的DNA測試表明，它們是祖先的北歐亞人和一些東歐亞人的混合物。

## 于闐王國

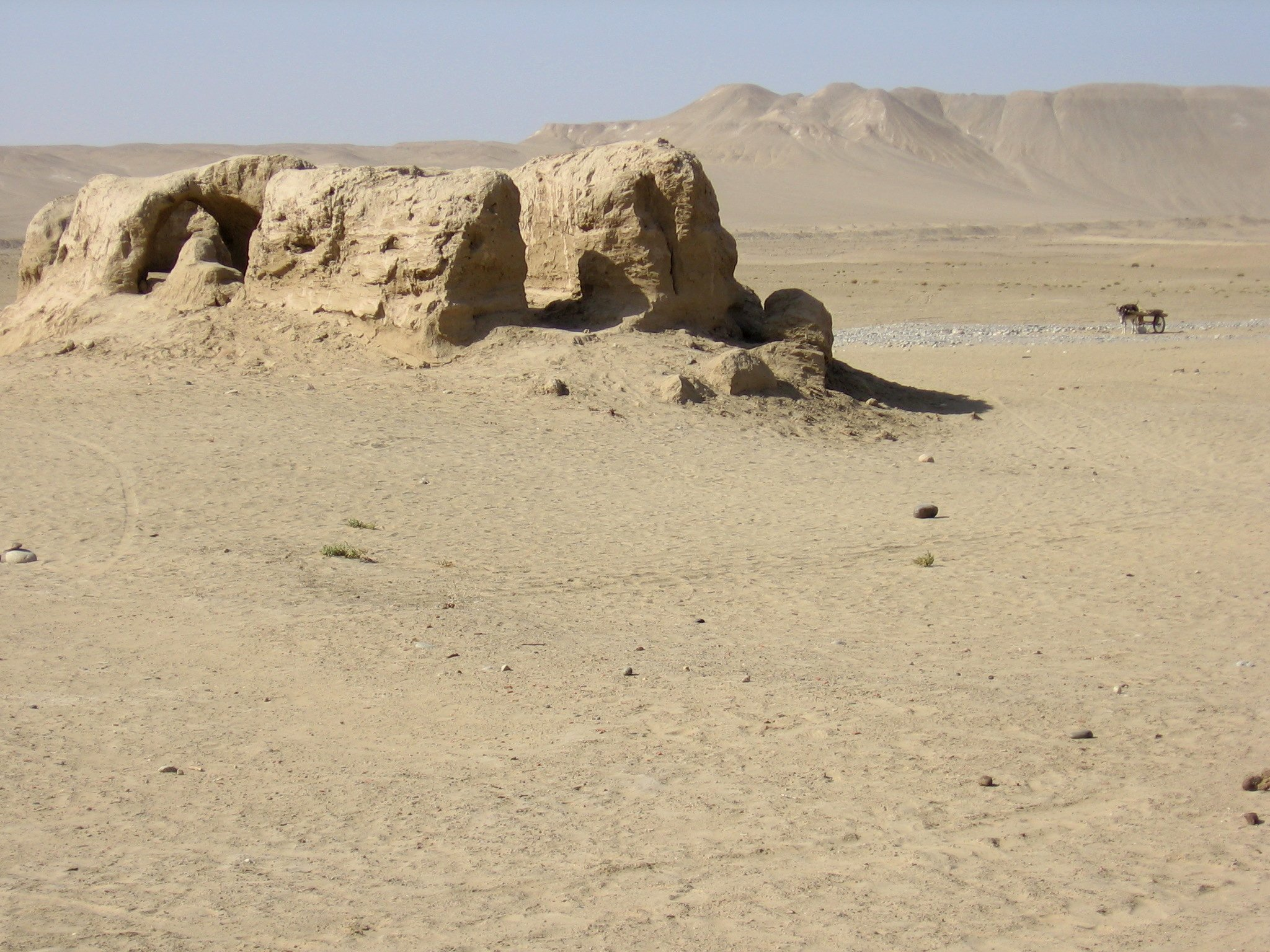
漢唐防衛據點遺跡

古代于闐王國是世界上最早的佛教國家之一，也是佛教文化和學問從印度傳入中國的文化橋樑。前二世紀，西漢第一次與于闐王國接觸時，于闐已經是繁榮的東西方貿易轉運站。西元前60年（神爵二年），西漢朝廷設西域都護府，作為與皮山、于闐、扞罙、渠勒、精絕、戎盧等國的接口。公元2年（元寿元年），冊封諸國國王，將佐按漢制封官授印，並在精絕設立「禾府」。于闐之於漢，有如後世朝鮮之於明。57年後，于闐國勢興盛，鄰近諸國盡皆服從。73年，于闐被東漢班超攻打後從屬於東漢，但在東漢勢力衰弱、退出西域後再度自立。三世紀時，于闐與鄯善、疏勒、龜茲、焉耆並列塔里木盆地的五大國，西晋封給五國國王侍中、大都尉、奉晋大侯等稱號。
四世紀後，于闐從屬於前涼、前秦等政權，曾遭到吐谷渾、嚈噠等游牧民族的襲擊。從五世紀到十世紀，于闐王國的語言是塞語（Saka、Sakan），可能是健馱邏語的後裔，當時于闐的居民塞迦人可能是印歐語族的高加索人種。于闐作為東西方貿易樞紐，接受了伊朗和印度等各地區的文化。祆教在于闐王國盛行時，也建立了許多佛教寺廟。于闐王國由毗奢耶家族（Vijaya, Visa）統治，這一家族在唐代的漢姓為「尉遲」。
七世紀初的于闐處於西突厥的支配之下，之後唐帝國西征打擊西突厥，648年，于闐與疏勒、龜茲、焉耆併入唐朝影響下的「安西四鎮」。675年（上元二年），為了抵擋吐蕃的攻擊，唐在軍事地位重要的于闐設立毗沙都督府，但790年安西大都護府與北庭大都護府都被吐蕃征服，于闐也進入吐蕃支配之下。吐蕃撤退後，李氏家族在于闐建立獨立政權，国王李圣天被後晉冊封为「大宝于阗国国王」。

## 伊斯蘭化
10世紀，于闐開始與中亞的伊斯蘭國家喀喇汗國進行鬥爭。于闐的統治者們意識到他們所面臨的威脅，因為他們安排莫高窟與他們一起描繪了越來越多的神像。在 10 世紀中葉，于闐受到喀喇汗王朝統治者穆薩的攻擊，在塔里木盆地突厥化和伊斯蘭化的關鍵時刻，喀喇汗王朝領導人優素福·卡迪爾汗在1006年左右征服了于闐。在喀喇汗國的統治下，于闐被伊斯蘭化，伊朗-印度文化消失了。而且由於主要貿易路線的變化，伊斯蘭化後的于闐由國際貿易淡出，轉變為地方性的貿易地。
1041年，喀喇汗國分裂成東西兩部，喀什噶爾的東喀喇汗國（哈侖系）領有和闐。西喀喇汗國在1089年亡於塞爾柱土耳其，東喀喇汗國則多存活了40多年。
1134年，西遼征服塔里木盆地，東喀喇汗國臣屬於西遼，和闐也連帶進入西遼的影響之下。西遼大多採取宗教寬容政策，直到1211年，乃蠻屈出律篡奪西遼帝位，釋放之前起兵反抗被俘的東喀喇汗穆罕默德三世，將其送回喀什噶爾，但穆罕默德三世不受當地貴族的歡迎，入城時被刺死於城門洞中，東喀喇汗國宣告滅亡。喀什噶爾不肯歸附屈出律，屈出律每逢秋收時節派兵燒毀農作物。三、四年後，喀什噶爾因為饑荒只好歸順。
屈出律原本信奉景教，後在渾忽公主的勸說下改信佛教。喀什噶爾的穆斯林與基督徒被強迫改宗佛教，遭到宗教迫害。1218年，成吉思汗派哲別率軍攻打西遼，哲別進入喀什噶爾後宣布宗教自由，西遼屈出律政權徹底被蒙古消滅。
元代忽必烈治世時，于闐改名為斡端或五端城，並設立斡端宣慰使元帅府，由蒙古帝國王族統治。馬可波羅在《馬可波羅遊記》中記載斡端是農業和紡織業繁榮的城市，他寫道：“這是別失八里行省的一部分，居民都崇拜穆罕默德。它有許多城市和城鎮，其中最富麗堂皇，和省會一樣。生活資料充足，棉花在這裡盛產。葡萄園、莊園和果園很多。人民以貿易和工業為生，他們一點也不好戰”。
明代又恢復于闐的稱呼，1406年，于闐王室向明進貢。十五世紀以降，和闐接連受東察合台汗國、葉爾羌汗國等支配，在葉爾羌汗國治下，和闐建立了城東的領主城（舊城）。1680年，準噶爾汗國消滅葉爾羌汗國，和闐由噶爾丹汗任命白山派的和卓治理。
1755年，清帝國大致擊潰準噶爾汗國，1759年（乾隆二十四年）於和阗设置和阗办事大臣，受叶尔羌办事大臣节制，徹底清剿白山派。清朝治下的和闐部署有少量官兵，作為地方治理的根據地之一。從十八世紀到十九世紀，和闐人口逐步増加，居民區擴展到古城牆外。1828年，為了防禦，在舊城附近新建了新城。

## 近現代
- 光绪九年（1883年），置和阗直隶州，驻喀拉喀什（今墨玉县城）。
- 光绪二十八年（1902年），设皮山县；分和阗县东境23庄与于阗县西境15庄设洛浦县。
- 民国二年（1913年），改和阗直隶州为和阗县。
- 民国四年（1915年），自和阗县析置墨玉县。
- 民国九年（1920年），设和阗道。
- 民国十七年（1928年），改和阗道为和阗行政区，设行政长官公署。
- 民国十八年（1929年），设策勒县。
- 民国三十二年（1943年），改和阗行政区为和阗专区，设行政督察专员公署。
- 民国三十六年（1947年），设民丰县。
- 1949年12月22日，中国人民解放军十五团抵达和阗
- 1950年，設立和闐專區專員公署[19]。
- 1959年9月，改和阗为和田[18]。
- 1971年6月，改和田专区为和田地区。
- 1977年，建立和田地区行政公署。
- 1979年，建立和田行政公署。
- 1983年9月，自和田縣析置和田市。
- 2024年12月，设立和安县、和康縣[20]。